# Festival internacional de la cervesa de Tsingtao
El Festival Internacional de la Cervesa de Tsingtao (en xinès simplificat: 青島國際啤酒節, en xinès tradicional: 青岛国际啤酒节, en pinyin: qīngdǎo guójì píjiǔjiē) és un esdeveniment anual celebrat des de 1991 en el segon cap de setmana del mes d'agost a la ciutat de Tsingtao en la República Popular Xina; aquesta ciutat és coneguda com la ciutat xinesa de la cervesa per la fabricació de la marca més reconeguda del país, la cervesa Tsingtao. L'esdeveniment es considera el festival més important de cervesa en el continent asiàtic i reuneix cada estiu a productors de cervesa de diverses parts del món, a les platges d'aquesta ciutat en el districte de Shandong. Té una durada de dues setmanes i consta d'una concorreguda inauguració, tasts de cervesa, actuacions nocturnes, competicions de bevedors, concursos i karaoke, entre altres esdeveniments. El festival també és conegut com el Oktoberfest asiàtic en referència al famós festival alemany.

## Història
Cada mes d'agost, milers de fanàtics de la cervesa de tot el món, es reuneixen a la ciutat de Tsingtao al nord-est de la Xina. El primer festival es va realitzar el 1991 per celebrar el centenari de la fundació del poble. A causa que la història del lloc, està íntimament relacionada a la fundació de la companyia de cervesa Tsingtao de capital anglo-alemanya, es va decidir realitzar aquest festival en honor de la famosa beguda. El 2016, van assistir al festival quatre milions de persones les quals van consumir més d'un milió de litres del líquid ambre, convivint en un espai de 66.6 hectàrees. Durant aquesta celebració, també es va trencar el Rècord Guinness de més persones bevent cervesa al mateix temps, en haver-ho assolit amb 10,000 persones.

## Participants
El festival reuneix a productors internacionals de cervesa, alguns dels quals han participat en aquest esdeveniment, com per exemple, la Beck's, la Berliner Weißi i la Bischofshof 1964 d'Alemanya, la Kirin i Asahi del Japó, la Carlsberg de Dinamarca, la Corona de Mèxic, la Heineken dels Països Baixos, la Mahou d'Espanya, la Tiger de Singapur, la Budweiser dels Estats Units i per descomptat la Tsingtao de la Xina, entre d'altres.